# Ioan Popovici
Ioan Popovici (16. kolovoza 1857. – 6. kolovoza 1956.) je bio rumunjski general i vojni zapovjednik. Tijekom Prvog svjetskog rata zapovijedao je I. korpusom.

## Vojna karijera
Ioan Popovici rođen je 16. kolovoza 1857. godine. Od 1879. pohađa Vojnu školu za pješaštvo i konjaništvo koju završava 1881. godine. Čin poručnika dostigao je 1886. godine, satnikom je postao 1892. godine, dok je u čin bojnika unaprijeđen 1896. godine. Godine 1902. promaknut je u potpukovnika, dok je čin pukovnika dostigao 1907. godine. U čin brigadnog generala unaprijeđen je 1912. godine, dok 1913. sudjeluje u Drugom balkanskom ratu. Godine 1916. promaknut je u čin generala divizije.

## Prvi svjetski rat
Nakon ulaska Rumunjska u rat imenovan je zapovjednikom I. korpusa koji se nalazio u sastavu 1. armije kojom je zapovijedao Ioan Culcer. Zapovijedajući I. korpusom sudjeluje tijekom Bitke za Transilvaniju u prodoru dolinom Olta gdje zauzima područje južno od Sibiua. Međutim, nakon austro-njemačke protuofenzive poražen je u Bitci kod Sibiua, nakon čega je 17. rujna 1916. smijenjen s položaja zapovjednika I. korpusa.
Preminuo je 6. kolovoza 1956. godine